# Radio-télévision du Timor oriental

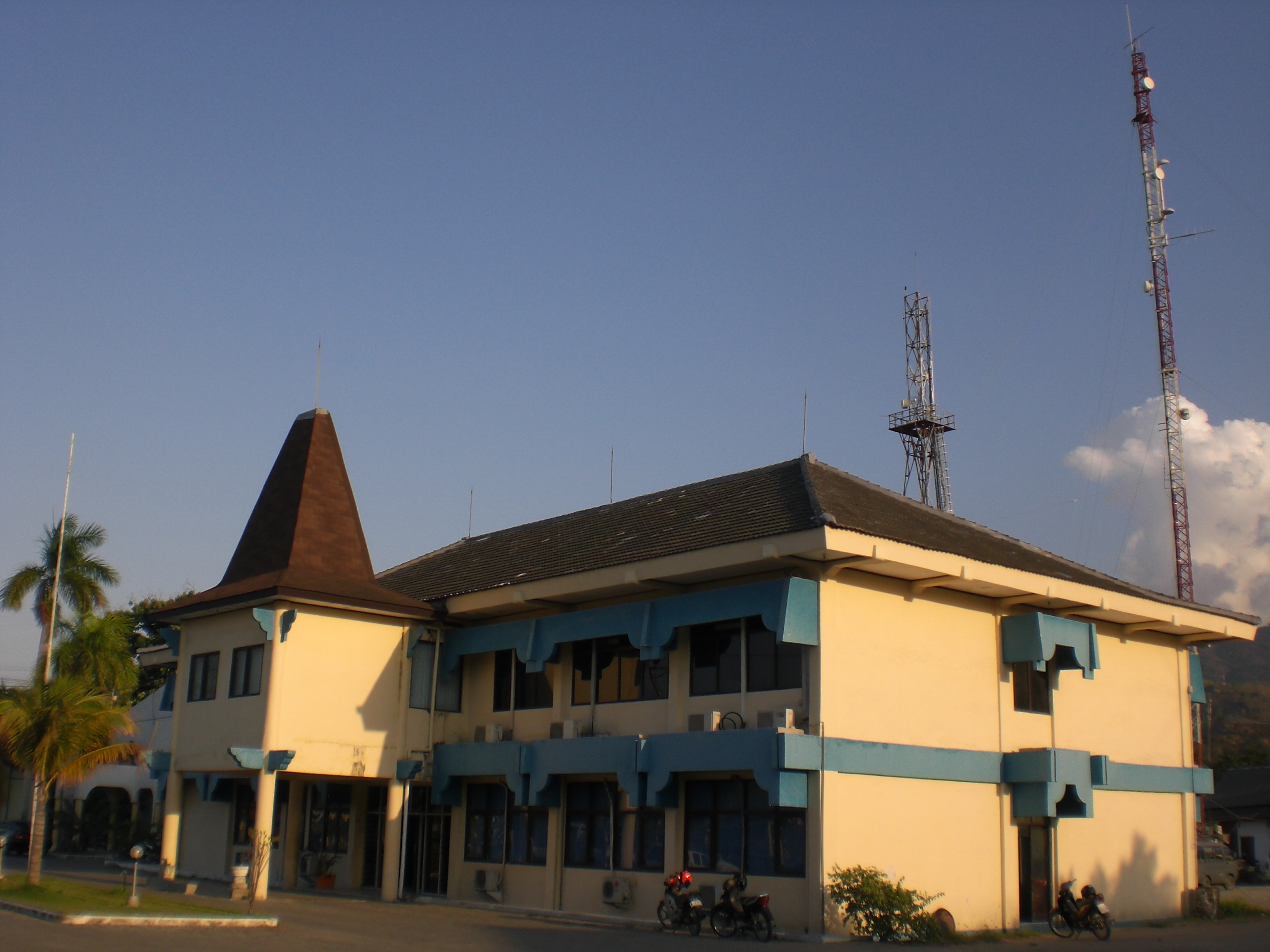
Le siège de la radio-télévision timoraise à Dili.

La radio-télévision du Timor oriental (en portugais : Radio-Televisão Timor Leste ; en tétoum : Radio-Televizaun Timor Lorosae) est la compagnie de télé-radiodiffusion nationale de la république du Timor oriental. Sa création est intervenue quelques semaines après la reconnaissance de l'indépendance du territoire, en 2002. Elle opère une chaîne de télévision et une station de radio.
L'unique chaîne de télévision nationale du pays se nomme Televisão Timor Leste ou Televizaun Timor Lorosae (TVTL). Sa grille des programmes est essentiellement composée d'émissions d'information produites par des groupes audiovisuels étrangers, essentiellement la Radio Télévision du Portugal, la BBC, l'Australian Broadcasting Corporation et la chaîne brésilienne TV Globo. Parmi les productions réalisées localement figurent des émissions de proximité, des programmes politiques, des débats et quelques émissions culturelles. 
Televisão Timor oriental diffuse également deux journaux télévisés locaux (en portugais et en tétoum), une édition du matin à 7 heures 30 et une édition du soir à 19 heures. Les studios de la chaîne sont situés à Dili, la capitale du pays.
La radio-télévision timoraise diffuse également une station de radio, Radio Timor Leste (RTL), émettant seize heures par jour dans trois langues différentes (portugais, tétoum et indonésien). 
La majorité des programmes sont produits localement : 57 équipes se chargent de la réalisation et de la présentation des quelque 34 émissions diffusées à l'antenne. Seuls 7 % des programmes de RTL sont des productions extérieures (stations de radio partenaires ou organisations non gouvernementales principalement).